# تروپیک ایر
تروپیک ایر (به انگلیسی: Tropic Air) یک شرکت هواپیمایی با کد یاتا 9N است که در ۱۹۷۹ میلادی تأسیس شده‌است. قطب تروپیک ایر در فرودگاه بین‌المللی فیلیپس اس. دبلیو. گلدسان قرار دارد.